# 胡温体制

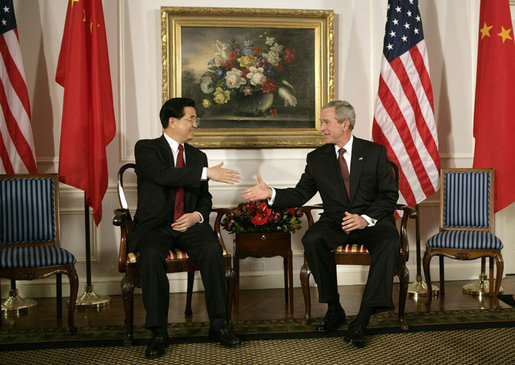
胡錦濤訪問美國會見時任美國總統喬治·沃克·布希

胡溫體制是某些新聞媒體對中华人民共和国第四代中央領導集體的稱呼。由於以中共中央總書記胡錦濤與國務院總理溫家寶為領導人主體，因此稱為胡溫體制，最早見於中國大陸媒體的報導。初期亦有媒體將此二人上台施政稱為胡溫新政；其在執政期内講求“和谐社会”、“維穩”、“不折騰”、“五不搞”，在不做重大改革下總體保持了中華人民共和國經濟的快速增長；而反对者則批評，其在一些重大政治、經濟、社會、環境問題上迴避或應對不力，给外界以「十年不作為」、「擊鼓傳花」的印象。胡溫體制的其他主要人物還包括吴邦国、贾庆林、曾庆红、黄菊、吳官正、李长春、罗干、习近平、李克强、贺国强、周永康等人。
江澤民等人在中共十六大上退出中央政治局和中央委員會，讓位給由新任總書記胡錦濤率領「第四代」領導集體。不過，江澤民依然在發揮影響力，且直到2004年才卸任中央軍委主席。胡錦濤是第一個在1949年中共建政後入黨的最高領導人。胡錦濤在1992年49歲時就進入中共中央政治局常務委員會和中共中央書記處，當時是所有成員最年輕的。無論是國內國外，大多數媒體都对新一届领导人给予高度期望，認為胡溫體制會把中國大陸帶入一個新的階段。國外的媒體更關注新政府在政治改革方面的舉措，中國大陸媒體則更關心新領導層的親民形象。西方社會和海外民主人士初期對其抱有期待，認為他們會推進中國大陸的政治體制改革，他們提出的和諧社會理念初期赢得了一些支持。政府宣傳將工作重心和政府職能由經濟建設逐漸轉移到維持社會穩定上。

## 突發事件
新領導層上任後所面對的第一個重大挑戰就是嚴重急性呼吸系統綜合症。SARS在2002年11月開始在廣東省蔓延，但當地政府沒有及時公佈疫情，雖然當時曾出現過短暫的恐慌，官方媒體卻鮮有報道。事件直到次年2月才擴大，當時該病蔓延到香港、東南亞及北美等地，越來越多媒體開始懷疑廣東、北京等中國內地城市的疫情比官方報道的要嚴重，但是當局開始時不願承認。2003年4月（兩會結束後），由於蔣彥永醫生公開披露疫情，當局改變先前的做法，公開承認SARS確實在中國大陸多個省市造成嚴重危害，胡錦濤並將隱瞞疫情的衛生部長張文康和剛剛上任的北京市長孟學農撤職，然後積極在全國範圍展開疫情防治工作，每天向世界衛生組織通報疫情。新領導層的做法得到國際媒體的普遍好評。當局也允許世衛專家進入中國瞭解疫情，這也是史無前例的。

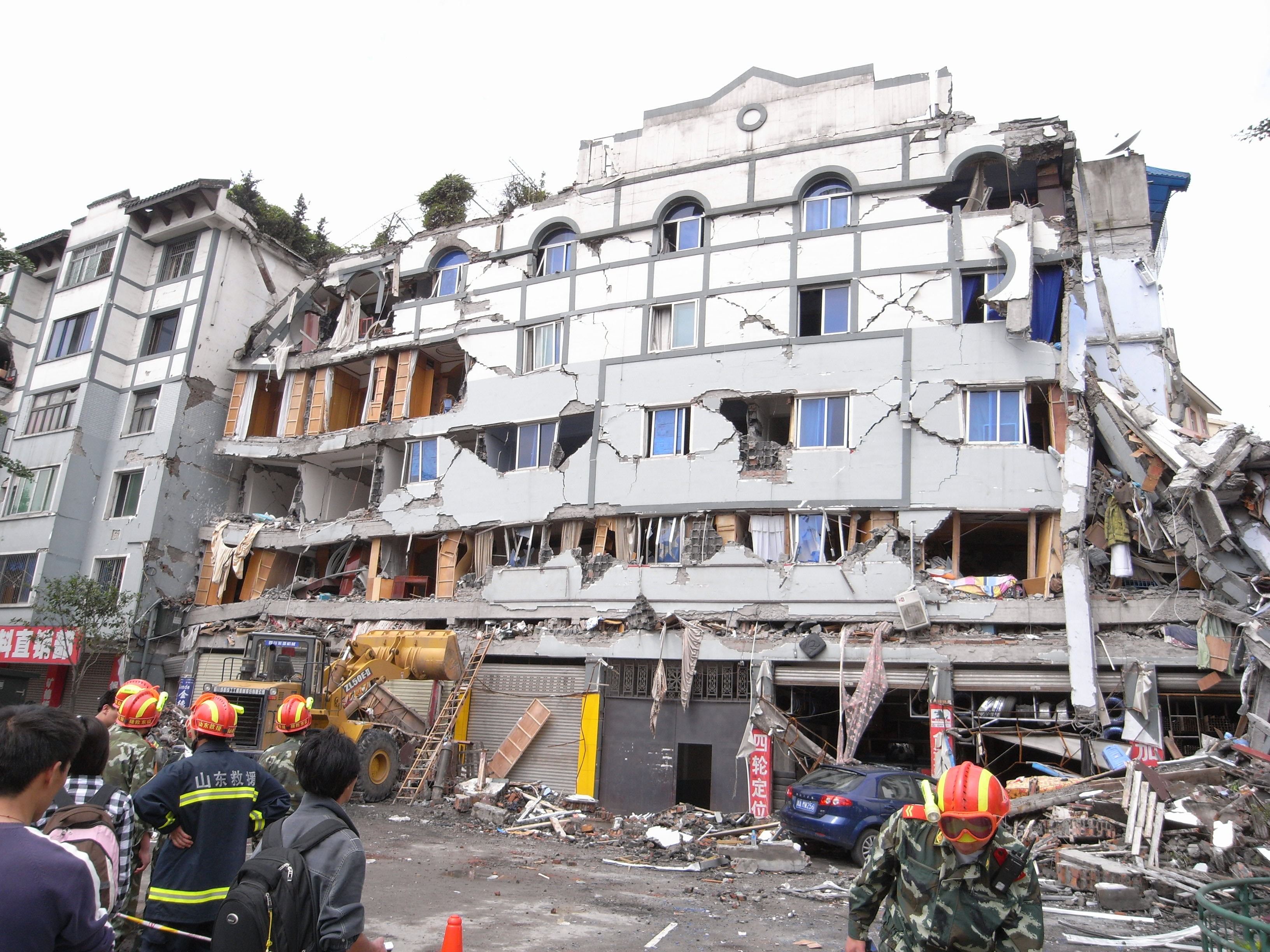
四川汶川大地震（2008年5月12日）

2008年5月12日14时28分04秒，四川省汶川县发生里氏震级8.0级地震。是為中华人民共和国成立以来破坏力最大的地震，也是唐山大地震后伤亡最惨重的一次。直接严重受灾地区达10万平方公里，共遇难69227人，受伤374643人，失踪17923人，直接经济损失达8452亿元。地震造成四川、甘肃、陕西等省的灾区直接经济损失共8451亿元人民币，灾区的卫生、住房、校舍、通讯、交通、治安、地貌、水利、生态、少数民族文化等方面受到严重破坏。地震灾情引起民间强烈回响，全中国以至全球纷纷捐款援助，累积金额超过500亿元人民币。中共中央调动了和平时代以来规模最庞大的军队进行救灾，中国民间的大批志愿者和来自中国各地以及世界各国的专业人道救援队伍也加入救灾。灾后的头七，中国政府首次对公众设立了全国哀悼日。震后中国政府采取“一省帮一县”的原则，用三年时间进行地震灾区的重建工作，计划在2010年基本实现目标。2012年初，时任四川省省长蒋巨峰宣布重建完成。

## 维权运动
香港在1997年回歸中國後，由於亞洲金融風暴和一系列的經濟、政治難題的影響，2003年初港府宣佈將就基本法第23條有關顛覆罪立法時，引起許多人的反對。部分香港人認為，23條立法是行政長官董建華受命於中央政府而做出的決定，他們擔心立法會限制到港人的政治自由。港府因無法平息爭議，最終在7月1日回歸紀念日當天，50萬市民走上街頭抗議，該事件也引起中央政府的關切，遊行最終導致香港政府宣佈擱置立法計劃。

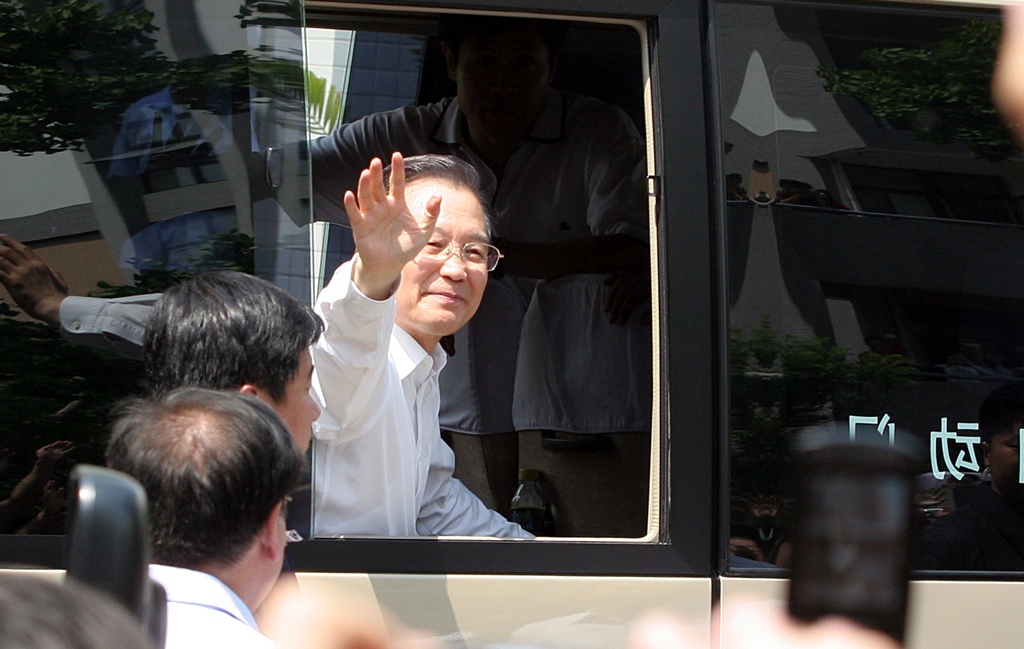
2009年5月3日，溫家寶在清華大學

在七一大遊行後，更多香港人開始要求政治改革。他們公開提出，要2007年特首直選、2008年立法會全面直選。爭議在民主派立法會成員李柱銘訪美要求美國協助香港民主化後達到白熱化，中央政府提出「愛國者」的討論，點名批評李柱銘賣國。中央政府認為，香港立即民主化會給香港帶來不穩定，影響香港的經濟民生，而李柱銘要求美國協助的行為更加激怒中央，因為中國政府堅持香港是中國的內政。中國政府的立場是，「一國兩制」應以「一國」為先，中國是單一制國家，香港作為中國的一個部分，沒有權利自行改變政治體制。2004年4月全國人大常委會對《香港基本法》做出解釋，否決2007年特首和2008年立法會直選，並重申解釋和修改基本法的權力在全國人大，而不是香港立法會。
2005年兩會期間，董建華以健康原因辭去香港特別行政區首長的職務，由於《基本法》的疏漏，特首的補選開始成為一個爭議的焦點，香港特區政府再度要求全國人大釋法，期間曾蔭權代理香港特別行政區行政長官。然後，再由中央指定的選舉委員會補選特首。

## 經濟科技
雖然经历了帶來的衝擊，2003年中国經濟成長還是達到近幾年來最高的9.1%。但是經濟發展依然面對深層的問題，包括東西部發展不平衡、貧富差距拉大等問題。胡溫政府提出幾項措施，包括繼續實施西部大開發、振興東北老工業基地，以及關注弱勢群體。加入世界貿易組織後的中國繼續開放其市場，雖然還是受到沒有完全履行入世承諾的指責。不過，多種外國產品的關稅已經下降了很多。2003年末，中國大陸與香港及澳門簽署《內地與港澳關於建立更緊密經貿關係的安排》，保證三地的產品能夠以零關稅進入中國大陸市場。
中國的貨幣政策在2003年末成為焦點，美國政府批評中國故意將人民幣匯率控制在很低的水平，以取得在國際市場上的不公平優勢。而中國方面則不願意讓步，批評布什政府面臨選舉年，指責中國的貨幣政策只是為了其自己的選舉。2004年初，似乎有跡象顯示中國將會改變其貨幣政策，與美元脫鉤，曾經有中國媒體報道過，將會在2004年年內使到人民幣擴大浮動範圍，但是立即遭到當局的否認。自2005年7月21日起，中國開始實行以市場供求為基礎、參考一籃子貨幣調節及有管理的浮動匯率制度，人民幣對美元即日昇值2%。
在此期間，中國的房地產業迅速發展，甚至成為一些城市的支柱產業。與此同時，商品房價格，建築材料價格也大幅度上漲，這引發房地產泡沫和整個國民經濟的過熱。房地產泡沫和銀行巨額呆壞賬增加了金融風險。房價的過快上漲也導致非法佔地、拆遷糾紛等各種社會問題。中央政府試圖進行調控，但是由於地方政府和既得利益集團從中作梗，這些調控措施並沒有受到預期效果。
2003年10月15日，中国首次发射载人航天器神舟五号飞船，载送航天员杨利伟进入太空，使中国成为继俄罗斯、美国之后，第三个有能力独自将人送上太空的国家。在随后几年中，中国陆续将数位航天员送入太空。
2008年8月8日，第29届奥林匹克运动会在北京开幕，东道主中国以51枚金牌位居金牌榜首位。
2010年5月1日至10月31日，中国2010年上海世界博览会在上海举行，是中国首次举办的综合性世界博览会，也是首次由发展中国家主办综合性世博会，共有256个国家和地区及国际组织参展。
2010年10月25日，挪威诺贝尔委员会将诺贝尔和平奖授予中华人民共和国持不同政见者刘晓波，以表彰他长期以来以非暴力方式在中国争取基本人权。刘晓波成为第一个获得诺贝尔奖的中华人民共和国公民。随着互联网的发展，信息的自由传播对中共维持执政地位构成挑战，为了应对来自网络发展形成的影响。中国建立世界上最为先进的互联网审查制度，包括防火長城和金盾工程等，审查中国境内的互联网内容，封锁服务器位于境外的相关网站，以达到其控制舆论的目的。

## 民族问题
2008年3月，西藏拉萨爆发藏人抗议示威活动，后演变为暴恐分子对其他平民的无差别暴力事件，造成18名无辜平民死亡。2009年2月起，发生在西藏、四川和青海等地部分传统藏区内的一系列僧侣自焚事件。2012年初开始，由川西藏区喇嘛自焚和示威游行酿成的军警与藏人冲突事件。
2009年7月5日，新疆乌鲁木齐市发动游行示威活动并暴动，随后演变成暴恐分子与维吾尔族、汉族、警方的大规模暴力冲突，持续数日。共造成造成197人死亡，1721人受伤。2009年9月2日至4日，恐怖分子针对汉族平民的500余起针扎事件引发汉族民众上街游行，并发生零星暴力事件，导致5人死亡及14人受伤。
2005年、2010年、2012年全国多个地区爆发大规模反日示威活动。2005年3月至4月其间在中国各地举行的一系列大型游行和抗议活动，主要是反对历史教科书和日本争取成为联合国安理会常任理事国的努力。2010年10月，因中日撞船事件，西安、成都、郑州、宁波等地举行反日游行示威活动。2012年8月中旬开始，为抗议日本于2012年上半年提出的钓鱼岛（日本稱尖閣諸島）国有化政策、8月15日扣押香港保钓人士和8月19日日本右翼登陆钓鱼岛。9月10日，日本政府正式购买钓鱼岛后，中国大陆民众发起第二轮游行抗议活动，最终演变成暴力民众对日系商家、私家车的烧抢打砸。
2007年以来，中国境内的恐怖主义事件明显增多。新疆维吾尔自治区发生多次发生恐怖性质的袭警、爆炸案件，包括2008年的喀什袭击事件、库车爆炸案和2011年的和田7·18严重暴力恐怖事件、喀什暴力恐怖袭击事件。此外，也发生针对民航班机的恐怖事件，如南航班机三·七爆炸未遂案（2008年）和天津航空7554号班机劫机事件（2012年）。大多恐怖事件发生在中国大型活动（如2008年北京奥运会）举办前期，在国内外造成巨大反响，如2008年昆明公交车爆炸案和在新疆发生的数起事件。

## 領導集團更替
2012年11月，中共十八大在北京召開，胡錦濤在新一屆中央委員會產生后卸任中共中央總書記和中央軍委主席，成为1949年以来首個一次性交出所有權力的非終身制最高領導人，吳邦國、温家寶等政治局常委會委員也在十八届一中全會后離開中央委員會，習近平接替胡錦濤當選新一任中共中央總書記和中央軍委主席，成為新一届最高領導人。2013年3月，胡錦濤、溫家寶等第四代領導集團成員在十二屆全國人大一次會議后全面卸下公職，以習近平和李克強為首的第五代領導集體开始掌握全面权力。

## 争议

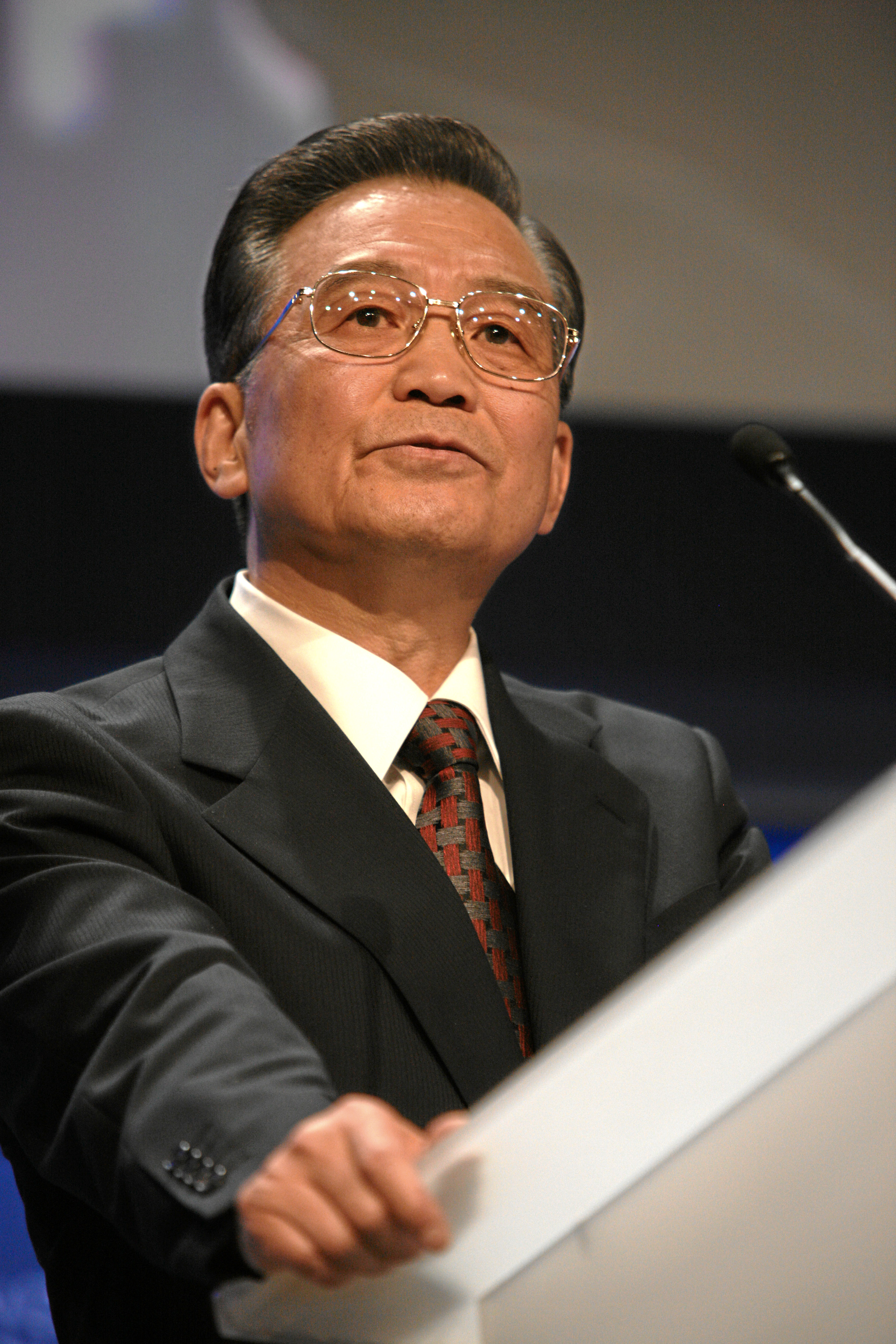
温家宝被媒体称为1949年以来中国最具争议的总理（对温家宝的争议）

## 在世的胡温体制主要成员（政治局常委）
截至2025年6月，胡温体制下（2002年－2012年）的政治局常委有10位在世。
| 姓名   | 任期           | 出生日期与年龄 | 备注                                               |
| ------ | -------------- | -------------- | -------------------------------------------------- |
| 罗干   | 2002年－2007年 | 1935年7月18日  | 时任中共中央政法委书记                             |
| 吴官正 | 2002年－2007年 | 1938年10月18日 | 时任中共中央纪委书记                               |
| 曾庆红 | 2002年－2007年 | 1939年7月30日  | 时任中共中央书记处书记、国家副主席                 |
| 贾庆林 | 2002年－2012年 | 1940年3月8日   | 时任全国政协主席                                   |
| 温家宝 | 2002年－2012年 | 1942年9月15日  | 时任国务院总理                                     |
| 周永康 | 2007年－2012年 | 1942年12月3日  | 时任中共中央政法委书记                             |
| 胡锦涛 | 2002年－2012年 | 1942年12月21日 | 时任中共中央总书记、国家主席、中央军委主席         |
| 贺国强 | 2007年－2012年 | 1943年10月1日  | 时任中共中央纪委书记                               |
| 李长春 | 2002年－2012年 | 1944年2月1日   | 时任中央文明委主任                                 |
| 习近平 | 2007年－2012年 | 1953年6月15日  | 时任中共中央书记处书记、国家副主席、中央军委副主席 |

黄菊（任期：2002年－2007年），于2007年6月2日去世，享年68岁。
李克强（任期：2007年－2012年），于2023年10月27日去世，享年68岁。
吴邦国（任期：2002年－2012年），于2024年10月8日去世，享年83岁。